# José Luis Carranza
Pour les articles homonymes, voir Carranza.
Cet article possède un paronyme, voir Luis Carranza.
José Luis Carranza Vivanco, né le 8 janvier 1964 à Lima, est un footballeur péruvien connu sous le nom de Puma Carranza. 
Il est considéré comme l'un des joueurs les plus emblématiques de l'Universitario de Deportes, club où il a évolué durant toute sa carrière.

## Biographie

### En club
Formé dans les divisions de jeunes de l'Universitario de Deportes, il débute en équipe première le 7 mars 1986 contre le Sport Boys. Il reste 19 ans dans le club et remporte huit championnats du Pérou, égalant le record de titres d'une des légendes de l'Universitario, Héctor Chumpitaz.
Avec 524 matchs disputés avec l'Universitario, Carranza détient le record d'apparitions sous le maillot du club. Il dispute son dernier match comme professionnel le 26 décembre 2004, contre le Deportivo Wanka, en marquant un but sur pénalty.
En hommage au joueur, l'Universitario décide de retirer le numéro 22 que portait Carranza durant sa carrière.

### En équipe nationale
Joueur important de l'équipe du Pérou dans les années 1990, Carranza dispute 57 matchs entre 1988 et 1997. Il participe notamment à quatre Copa América (1989, 1991, 1993 et 1995). Il marque son seul but international le 27 janvier 1993, contre le Honduras, en match amical.

## Palmarès(joueur)
Carranza a gagné 17 titres avec les couleurs de l'Universitario de Deportes, son club de toujours, qui se répartissent comme suit:
- Championnat du Pérou (8) :
  - Champion : 1985, 1987, 1990, 1992, 1993, 1998, 1999 et 2000.

- Torneo Metropolitano (5) :
  - Vainqueur : 1987, 1988, 1989, 1990 et 1991.

- Tournoi d'ouverture (4) :
  - Vainqueur : 1998, 1999, 2000 et 2002.